# Mokrane Ait Ziane
Pour les articles homonymes, voir Ziane.
Arezki Ait-Ziane ou Mokrane Ait-Ziane, de son vrai nom Mourad Khalil, est un terroriste islamiste algérien, ancien responsable d'une organisation terroriste GIA opérant dans la région de Beni Yenni,  en Kabylie.
Il nait dans le village Thala n'tazarth dans la commune d'Iboudraren, Algérie. 
Son groupe aurait participé à l'enlèvement du chanteur Lounès Matoub en 1994, mais sans l'assassiner. Un membre d'un autre GIA, Hassan Hattab, émet une fatwa condamnant le groupe de Ait Ziane pour ne pas l'avoir exécuté. À la suite de cette condamnation, plusieurs membres du groupe de Ziane auraient tenté de fuir le pays en utilisant de faux passeports.
Son groupe serait aussi impliqué dans l'assassinat des pères blancs de Tizi Ouzou en 1994.
Il est tué au cours d'une opération des forces de sécurité algériennes en 1995 dans la ville de Tizi Ouzou. Cerné avec six autres rebelles à l'intérieur d'un appartement dans un immeuble, il est abattu lors de l'assaut donné par la police.